# Croce Rossa tedesca della RDT

Il semplice logo della Croce Rossa Tedesca della RDT

La Croce Rossa Tedesca della RDT (Deutsche Rotes Kreuz der DDR, in lingua tedesca "Croce Rossa Tedesca della DDR"; anche abbreviato in DRK der DDR) è stata la società nazionale di Croce Rossa della Repubblica Democratica Tedesca (RDT), uno Stato socialista europeo esistito dal 1949 al 1990.

## Storia
È stata fondata il 23 ottobre 1952 ed è stata riconosciuta dal Movimento Internazionale della Croce Rossa il 9 novembre 1954. In seguito alla riunificazione tedesca, il 1º gennaio del 1991 la Croce Rossa della DDR viene assorbita dalla Deutsches Rotes Kreuz (Croce Rossa tedesca), cessando di esistere.